# Martin Gerbert

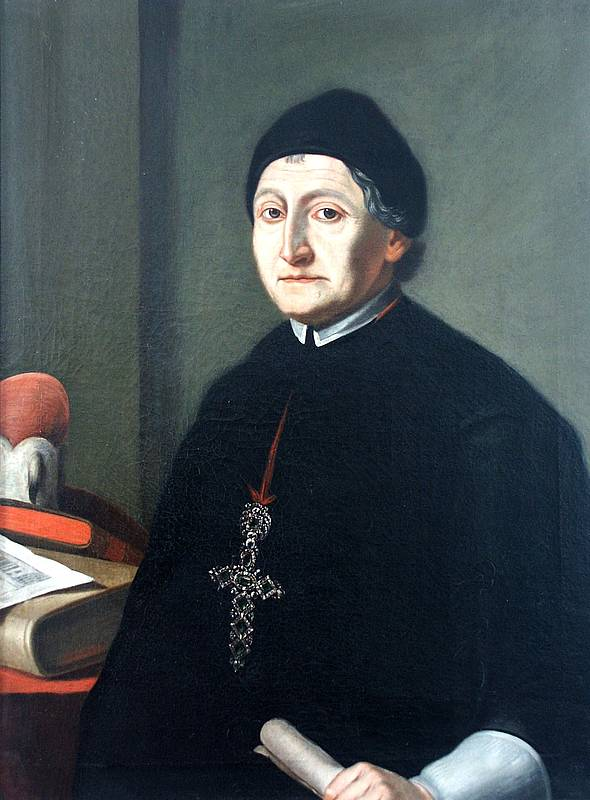
Martin Gerbert

Martin Gerbert fue un teólogo e historiador alemán. 
Nació en Horb en la Selva Negra en 1720 y en 1736 entró en el orden de benedictinos, en donde se hizo bien pronto notar por su virtud y su ciencia. En 1764 llegó a ser primer abad de San Blas y en este cargo adquirió numerosos amigos con su administración su carácter y el encanto de su trato. En sus viajes, se unió en París con Gluck y en Bolonia con el P. Martini los cuales contribuyeron a sus trabajos sobre la Historia de la música. Ocurrió su muerte en 1793 siendo hasta entonces un modelo de virtud y actividad.

## Obra
Escribió sobre casi todas las materias de la teología, siendo sus obras más célebres las que tratan de la liturgia alemana. La mayor parte de obras fueron impresas en el monasterio de San Blas, en el siguiente orden cronológico:
1. Apparatus ad eruditionem theologicam, Aug. Vind. y Frib. 1754.
2. Theologia vet. et nov. circa praesentiam Christi in Eucharistia, Frib., 1758.
3. Principia theologicae exegeticae, dogmaticae, symbolicae, mysticae, canonicae, moralis, sanramentalis (Aug. Vínd. y Frib.) el liturgicae, monasterio de San Blas, 1757. 59. 6 vol.
4. De recto et perverso usu theologicae ecclesiast., San Blas, 1758.
5. De ratione exercitiorum scholast., praecipue disputationum in rebus fidei, ibid., 1758.
6. Demonstratio verae religionis et Ecclesiae, ib., 1760.
7. De legitima potestate ecclesiastica, ib., 1761.
8. De communione potestatis eccles. inter Pontificem et episcopos, ib., 1761.
9. De Christiana felicitate hujus vitae, ib., 1762.
10. De radiis Divinitatis in operibusnaturae, providentiae et gratiae, ib., 1762.
11. De aequa morum censura, ib., 1763.
12. De eo quod est juris div et eccles. in sacramentis, praes. Confirmation., ib., 1764.
13. De selectu theol. circa effectus sacramentorum, ib., 1764, 2 vc-1.
14. De Peccato in Spiritum Sr, acced. paraphrasis cum notis in epist. Pauli ad Hebr. ib., 1764, 2 volúmenes.
15. De dierum festorum numero minuendo, celebritate ampliando, ib., 1765.
16. Codex diplomaticus epistolaris Rudolphi I, Rom. regis, ib., 1772, en fol.
17. De translatis Habsburgo Austr. principum eorumque conjugum ex eccles. Basil. et monast. Kaenigsfeld. in monast. San Blasii, ib., 1772, en folio.
18. Iter Allemanicum, Italicum et Gallicum, ib. 1773
19. De cantu et música sacra a prima Ecclesiae aetate usque ad praesens tempus, San Blas, 1774, 2 volúmenes, en 4º
20. Vetus liturgia Allemanica, ib., 1776, p. 3.', en 2 vol. en 4º
21. Monumento veteris liturgiae Allem., ib , 1777, 2 vol. en 4º
22. Historia Nigrae Silvae, ord. S. Benedicti coloniae, ib. 1783, 3 vol. en 4º
23. Scriptores ecclesiastici de musica sacra, ib., 1784, 3 vol. en 4º
24. De Rudolpo Suetico, comite de Rhinfelden, ib., 1785.
25. Crypta San-Blasiana nova principum Austr., ib., 1785, en 4º
26. Ecclesia militans, ib., 1789, 2 vol.
27. Nabuchodonosor somnians et prodromus Eccles. milit., ib., 1789.
28. Jansenisticarum controt. ex doctrina S. Augusiini retractatio, ib., im.
29. De sublimi in Evangelio Chrisi
30. De periclitante hodierno Ecclesiae statu, praesert. in Gallia, 1793.